# Diskoton
Diskoton (punog naziva Diskoton produkcija nosača zvuka, Sarajevo) je bila diskografska kuća iz Sarajeva (Bosna i Hercegovina), osnovana 1973. godine. 
Kad se rasplamsao rat u Bosni i Hercegovini 1992., Diskoton je potpuno propao, jer im je i zgrada u kojoj su imali studio i fonoteku potpuno uništena za granatiranja Sarajeva.

## Povijest
Tvrtka Diskoton nastala je 1973. iz jezgre okupljene oko glazbenog uredništva Radiotelevizije Sarajevo, na valu tadašnjeg pomodnog gospodarsko-političkog trenda 1970-ih decentralizacije, slijedom toga svaka republika morala je imati sve što joj treba. Prva akvizicija Diskotona bili su tada popularni sarajevski sastav Indexi koji su tad raskinuli ugovor s Jugotonom i snimili svoj singl Jedina moja / I tvoje će proći za Diskoton.
Diskoton je objavio brojne ploče tada popularnih jugoslavenskih pjevača i sastava; Amajlija, Ambasadori, Bijelo dugme, Divlje jagode (sastav), Indexi, Jugosloveni, Dino Merlin, Miladin Šobić, Zabranjeno Pušenje, Zdravko Čolić, Seid Memić Vajta, Lepa Brena Neda Ukraden i brojnih bosanskih izvođača sevdalinki i narodne glazbe. 
Diskoton je pored domaće glazbene produkcije, objavljivao i internacionalne zvijezde poput;  Commodoresa, Roya Harpera, Diane Ross, Temptationsa i Stevie Wondera.
Diskoton se često povezuje s jednim od najvećih promašaja u povijesti tadašnje diskografije, jer tadašnji glazbeni urednik te kuće Slobodan Vujović nije htio 1974. objaviti prvu singl ploču Bijelog dugmeta Top / Ove noći ću naći blues - obrazlažući to pretrpanošću drugim poslovima. Zbog tog su nestrpljivi momci iz Bijelog Dugmeta isti dan otrčali u zagrebački Jugoton i potpisali 5-godišnji ugovor s tom kućom.